# Давыдов, Александр Романович
Алекса́ндр Рома́нович Давы́дов (25 января 1937, Москва, РСФСР, СССР — 20 ноября 2012, Москва, Россия) — советский и российский режиссёр-мультипликатор и художник-мультипликатор, лауреат премии «Ника».

Среди его самых известных работ — «Раз — горох, два — горох…», «Возвращение блудного попугая (второй выпуск)» и другие.

## Биография
Александр Давыдов родился в Москве 25 января 1937 года в семье известного мультипликатора Романа Давыдова.
Во время Великой Отечественной войны семью Давыдова эвакуировали в Самарканд. После войны Александр в Москве пошёл в школу, с младших классов увлекался рисованием.

В 1956 году Давыдов поступил на двухгодичные курсы киностудии «Союзмультфильм», где и остался работать.

В 1959 году — первое участие мультипликатором в мультфильме «Скоро будет дождь».

С 1959 по 2005 годы Александр Давыдов принял участие в создании около 100 мультипликационных фильмов мультипликатором, художником, режиссёром, сценаристом или постановщиком.
С 1984 по 1991 годы Давыдов в качестве режиссёра участвовал в киносатирическом журнале «Фитиль».
В 1988 году за «Возвращение блудного попугая» Александр Романович был удостоен премии Союза кинематографистов СССР — «Ника», став первым художником-мультипликатором-лауреатом этой премии.

Некоторое время он работал за границей — в киношколе в Индии.

Последней работой Давыдова стал мультфильм «Новые приключения попугая Кеши» 2005 года.
Умер Александр Романович Давыдов в Москве 20 ноября 2012 года.

## Фильмография

### Режиссёр
- 1977 — Про Красную Шапочку (создание мультипликации к фильму)
- 1980 — Весёлая карусель. № 11. Погоня
- 1981 — Раз — горох, два — горох…
- 1982 — Про деда, бабу и курочку Рябу
- 1983 — Весёлая карусель. № 15. Почему мне нравится слон
- 1983 — Неудачники
- 1985 — Дереза
- 1986 — Весёлая карусель. № 18. Под ёлкой
- 1987 — Возвращение блудного попугая (второй выпуск)
- 1989 — Два богатыря
- 1990 — Весёлая карусель. № 21. Стихи с бегемотом
- 1992 — Весёлая карусель. № 24. Ворона
- 1994 — Иван и Митрофан в засаде (режиссёр анимации)[5]
- 1994 — Чехарда № 1
- 1997 — Кот в сапогах
- 1997 — Иван и Митрофан в телевизоре
- 2000 — Весёлая карусель. № 31. Кисточка
- 2002 — Утро попугая Кеши
- 2005 — Новые приключения попугая Кеши
- 2006 — Попугай Кеша и чудовище

### Художник
- 1962 — Живые цифры

### Сценарист
- 2000 — Весёлая карусель. № 31. Кисточка

### Сюжеты из киножурнала «Фитиль» — режиссёр
- 1984 — Канава («Фитиль» № 271)
- 1986 — Воспоминания о будущем («Фитиль» № 287)
- 1986 — На всякий случай («Фитиль» № 292)
- 1987 — Волшебный перстень («Фитиль» № 298)
- 1988 — Комбайн под мухой («Фитиль» № 314)
- 1988 — В зоне особого внимания («Фитиль» № 318)
- 1991 — Верное средство («Фитиль» № 353)

### Художник-мультипликатор
- 1959 — Скоро будет дождь
- 1960 — Муха-Цокотуха
- 1960 — Непьющий воробей
- 1960 — Разные колёса
- 1960 — Винтик и Шпунтик — весёлые мастера
- 1961 — Ключ
- 1961 — Стрекоза и муравей
- 1961 — Незнайка учится
- 1962 — Две сказки
- 1962 — Небесная история
- 1963 — Мы такие мастера
- 1964 — Дюймовочка
- 1964 — Дядя Стёпа — милиционер
- 1964 — Дело №...
- 1965 — Ваше здоровье
- 1965 — Пастушка и трубочист
- 1966 — Жу-жу-жу
- 1966 — Медвежонок и тот, кто живёт в речке
- 1966 — Букет
- 1966 — Главный Звёздный
- 1967 — Кузнец-колдун
- 1967 — Паровозик из Ромашкова
- 1967 — Маугли. Ракша
- 1967 — Сказки для больших и маленьких
- 1968 — Кот в сапогах
- 1968 — Русалочка
- 1968 — Хочу бодаться
- 1969 — Балерина на корабле
- 1969 — Бременские музыканты
- 1969 — Девочка и слон
- 1970 — Быль-небылица
- 1970 — Это в наших силах
- 1971 — Терем-теремок
- 1971 — Старая фотография
- 1971 — Золочёные лбы
- 1972 — Коля, Оля и Архимед
- 1972 — С днём рождения!
- 1973 — Мы с Джеком
- 1973 — Сокровища затонувших кораблей
- 1973 — Спасибо
- 1974 — Как Львёнок и Черепаха пели песню
- 1974 — Мешок яблок
- 1974 — Молодильные яблоки
- 1974 — Пони бегает по кругу
- 1974 — Шёл трамвай десятый номер
- 1974 — Загадочная планета
- 1975 — И мама меня простит
- 1975 — Слоно-дило-сёнок
- 1975 — Я вспоминаю...
- 1975 — Уроки наших предков
- 1976—1980 — Котёнок по имени Гав
- 1976 — Стадион шиворот-навыворот
- 1976 — Ну, погоди! (выпуск 10)
- 1977 — Шкатулка с секретом
- 1977 — Вперёд, время!
- 1978 — Контакт
- 1978 — Последняя невеста Змея Горыныча
- 1979 — Тир
- 1979 — Салют, Олимпиада!
- 1980 — Ну, погоди! (выпуск 13)
- 1980 — Камаринская
- 1980 — Лебеди Непрядвы
- 1984 — Медведь — липовая нога
- 1984 — Контакты... конфликты...
- 1992 — Непобедимые тойстеры. Затерянные в Тойберии
- 1993 — Ну, погоди! (выпуск 17)
- 1993 — Шут Балакирев
- 1994 — Иван и Митрофан в засаде
- 1997 — Кот в сапогах
- 2000 — Весёлая карусель. № 31. Кисточка
- 2002 — Утро попугая Кеши

## Избранные награды[6]
- 1988 — «Ника» за лучший мультипликационный фильм «Возвращение блудного попугая».